# Mustafa Yıldızdoğan
Mustafa Yıldızdoğan (* 10. Mai 1966 in Konya) ist ein türkischer Musiker.

## Leben und Karriere
Mustafa Yıldızdoğan ist 1966 in Konya geboren. Er ist der Sohn einer siebenköpfigen Bauernfamilie. Er begann im Alter von 16 Jahren das Instrument Bağlama zu spielen sowie Texte und Gedichte zu verfassen. Von 1986 bis 1988 leistete er seine Wehrpflicht ab. Seit 1990 ist er verheiratet und mittlerweile Vater von drei Kindern.
Yıldızdoğan arbeitete als Schafhirte in seiner Heimatstadt und wurde dort von dem Sänger Ozan Sefai entdeckt. 1990 brachte er sein erstes Album mit dem Titel Doğuyoruz Ufuklardan heraus.
Den Durchbruch schaffte er dann 1993 mit seinem dritten Album Türkiyem, das ihn auch bei Landsleuten außerhalb der Türkei bekannt machte, welche den gleichnamigen Song Türkiyem z. B. bei ihrer Ankunft an der türkischen Grenze auf der Gastarbeiterroute gerne im Autoradio spielen.
In seinem 1997 erschienenen fünften Album Yandı Yürekler Yandı ist das gleichnamige erste Stück dem im gleichen Jahr verstorbenen neofaschistischen Politiker Alparslan Türkeş gewidmet, zu dem er eine persönliche Beziehung hatte.
Die Texte seiner Lieder sind in türkischer Sprache.

## Diskografie

### Alben
- 1991: Doğuyoruz Ufuklardan
- 1992: Üşüyorum
- 1993: Türkiyem
- 1995: Han Duvarları
- 1997: Yandı Yürekler Yandı
- 1998: Bu Vatan Kimin
- 1999: Mektup
- 2000: İnsanlar
- 2001: Sevmeyen Bilmez
- 2002: Artık Kafaya Takmam
- 2003: Biz Bu Hallere Düşecek Adammıydık
- 2004: Karşılıksız Sevmedik Mi
- 2005: Satan Satana
- 2007: Ankara'ya Yağmur Yağacak
- 2008: Şahit
- 2009: Senin İçin
- 2012: O Gün
- 2013: Gurbet Türküleri
- 2014: Nadas
- 2017: Hasat[2]

### Kollaborationen
- 2013: Sevgi Yolları, Vol. 2 (mit Fahrettin Sönmez)

### Singles (Auswahl)
- 1993: Ölürüm Türkiyem
- 1998: Saçların
- 2004: Senin Umurunda Mı
- 2014: Yar Gelsin